# آزمایش پیش از تولد
آزمایش پیش‌نوزادی، آزمایش پیش از نوزادی یا آزمایش پیش از تولد (به انگلیسی: Prenatal testing)، تشخیص بیماری یا وضعیتِ جنین یا رویان پیش از تولد آن است.
هدف اصلی از این کار بررسی ناهنجاری‌های زمان تولد یا بیماری‌های کروموزومی (از قبیل سندرم داون) یا دیگر بیماری‌های ژنتیکی است. در بسیاری از کشورها به خانواده اجازه داده می‌شود تا در صورت ابتلای جنین به این بیماری‌ها و در صورت عدم تمایل به حفظ جنین، سقط جنین انجام شده و به بارداری خاتمه داده شود.
در مواردی که خانواده تمایل به سقط جنین ندارد، فایدهٔ تشخیص قبل از تولد آن است که تیم درمانی و نیز خانواده آمادگی لازم برای برخورد مناسب با تولد نوزاد مبتلا به بیماری را خواهند داشت. هدف دیگر از انجام تشخیص قبل از تولد ایجاد اطمینان در والدینی می‌باشد که نگران ابتلای جنین خود هستند. این موضوع به ویژه در خانواده‌هایی که خود یا نزدیکان آنها دارای فرزندان مبتلا بوده‌اند صدق می‌کند.
تکنیک‌های تهاجمی و غیرتهاجمی متعددی برای تشخیص قبل از تولد وجود دارد، هر کدام تنها در دوره‌ای خاص از حاملگی انجام می‌گیرد. تکنیک‌های مورد استفاده شامل سونوگرافی، آمنیوسنتز، نمونه‌گیری از پرزهای جفتی (cvs)، سطح سرمی آلفا فیتوپروتئین (msAFP) مادر، سطح سرمی بتا اچ.سی. جی مادر، سطح سرمی اِستریول مادر می‌باشد.
در کشور ایران در صورت مراجعه به هنگام و رعایت برخی ضوابط قانونی سقط جنین در مورد برخی بیماری‌ها میسر است.